# Amolita obliqua
Amolita obliqua là một loài bướm đêm trong họ Erebidae.